# Thomas Carper
Thomas Richard Carper, född 23 januari 1947 i Beckley, West Virginia, är en amerikansk demokratisk politiker. Han var ledamot av USA:s senat från delstaten Delaware från januari 2001 till januari 2025.
Han var ledamot av USA:s representanthus 1983-1993 och guvernör i Delaware 1993-2001. Han avgick det senare ämbetet för att ta en plats i USA:s senat för Delaware som han hade vunnit hösten 2000 då han slagit William V. Roth som försökte vinna en sjätte mandatperiod. Carper blev omvald med god marginal 2006.
Carper föddes i West Virginia och växte upp i Danville, Virginia. Han studerade nationalekonomi vid Ohio State University och utexaminerades 1968. Han deltog i Vietnamkriget som pilot i USA:s flotta. Han flyttade efter kriget till Delaware. Han avlade 1975 sin MBA vid University of Delaware.
Den 22 maj 2023 meddelade Carper att han inte kommer att kandidera för omval 2024.
Han gifte sig 1978 med Diane Beverley Isaacs, en före detta Miss Delaware som hade två barn från ett tidigare äktenskap. Äktenskapet slutade 1983 i skilsmässa och Carper gifte om sig 1985 med Martha Ann Stacy. Han har två barn från sitt andra äktenskap: Christopher och Benjamin. Carper är presbyterian.